# アナポリス (ブラジル)
アナポリス（Anápolis [ɐˈnapolis]）は、ブラジル・ゴイアス州にある都市。首都のブラジリアと州都のゴイアニアの中間に位置している。同州で3番目に人口が多い。ブラジルのセントラルウェストエリアで、重要な産業、物流の中心地である。GDPは同州第2位である。
近隣の金鉱へと移動してきた人により、18世紀に居住が始まった。1907年7月31日に市となった。1924年1月9日、州で最初に街が電化された。1935年に鉄道が開通した。
2007年には、カオアグループ進出。現代自動車におけるブラジル国内販売車のノックダウン生産を始めた。

## 姉妹都市
- ヴィゼウ、ポルトガル
- ルブリン、ポーランド
- ジュイス・デ・フォーラ、ブラジル

## スポーツ
- アナポリスFC - サッカークラブ
- AAアナポリナ - サッカークラブ